# Tường lửa (xây dựng)
Trong xây dựng, tường lửa hay tường chống cháy, vách chống cháy là vật cản dùng trong kỹ thuật phòng cháy chữa cháy để ngăn cản ngọn lửa lan sang các khu vực khác khi có cháy xảy ra.
Trong các rạp chiếu phim thường sử dụng các màn ngăn cháy, khi có cháy xảy ra, màn ngăn cháy sẽ ngăn cách sân khấu với khán giả.